# Anil Gayan
Pour la commune française, voir Gayan.
Anil Kumarsingh Gayan, né le 22 octobre 1948 à Triolet, est une personnalité politique mauricienne. Il a été membre du mouvement socialiste militant. 

## Carrière
Il est ministre des Affaires étrangères de Maurice de 1983 à 1986 puis de septembre 2000 à décembre 2003.
En 2008, il participe à  la mission de médiation des Nations unies en Guinée-Bissau.
Il dirige un groupe d'observateurs de l'Union africaine lors de l'élection présidentielle rwandaise de 2010.
En 2019, il est ministre du Tourisme,.
Anil Gayan est candidat à la présidence de la Commission de l'Union africaine lors de l'élection de février 2025.

## Famille
Il est le neveu de Satcam Boolell et le cousin germain de Arvin Boolell. Gayan est aussi le beau-frère de la romancière Ananda Devi.